# Марина Симић
Марина Симић је српска антрополошкиња, културолошкиња, феминисткиња и етнолошкиња.

## Биографија
Рођена је 23. априла 1978. године у Београду. Завршила је основне студије Етнологије и антропологије на Филозофском факултету у Београду и Српску књижевност и језик са општом књижевношћу на Филолошком факултету Универзитета у Београду. Након тога завршила је мастер и докторске студије на одељењу Социјалне антропологије на Универзитету у Манчестеру. Од 2010. године запослена је као редовна професорка Факултета политичких наука Универзитета у Београду где је и тренутно ангажована као професорка на на више предмета на свим нивоима студија (Теорија културе; Студије културе, Поткултуре, Културна антропологија, Култура социјализма и постсоцијализма; Савремени приступи у теорији културе, Онтолошки обрт у културној антропологији и теорији културе, Истраживачки семинар, Теоријско-епистемолошки приступи и методе у теорији културе)
За време основних студија постаје сарадница на програмима истраживачке станице Петница где је наставила да предаје низ година. Била је руководитељка Програма Антропологије и Интердисциплинарног програма друштвених наука.
Заменица је главне и одговорне уреднице интердисциплинарног научног часописа Генеро који је основан 2002. године.
2002-2003 године постаје полазница Центра за женске студије. У оквиру Центра похађа једногодишњи додипломски курс и учествује као координаторка програма Политика и одговорност на главном програму 2009-2010 године. 
Руководитељка је мастер и докторског програма културологије на Факултету политичких наука као и директорка Центра за студије културе на истом факултету.
Добитница је награде Етнографског института САНУ за најбољу књигу из етнологије и антропологије на српском језику у 2013. и 2014.години. Књига се зове „Космополитска чежња: етнографија српског постсоцијализма“ и изашла је 2014. године у издању Центра за студије културе ФПН-а. Етнографска студија српске свакодневнице показује постосоцијалистичку трансформацију у Србији у контексту општијих процеса политичке и економске трансформације „одоздо према горе“. 

## Стипендије
Overseas Research Students Award Scheme, Department for Education and Skills of the UK Government 2006-2007; 2007-2008.
Wenner-Gren Foundation for Anthropological Research, Inc., за пројекат: Anthropology Otherwise: Rethinking Approaches to Fieldwork in Different Anthropological Traditions, 2011.
HESP Academic Fellowship Program (OSI Europe Foundation) 2011-2015
* Patterns Lectures (World University Service – WUS – Austria) заједно са Професорком Јеленом Ђорђевић за имплементацију мастер курса Културне и социјалне праксе постосцијализма: случај бивше Југославије 2012-2014

## Награде
Radcliffe-Brown Award for best final year anthropology students, Royal Anthropological Institute UK, 2009. godine.
Награда Етнографског института САНУ за најбољу књигу из етнологије и антропологије на српском језику у 2013. и 2014.години.

## Академске публикације
У оквиру њеног академског рада налазимо научне монографије, научне чланке, научне критике, хронике, као и две књиге поезије. 
Научне монографије
2014  Симић, Марина. Космополитска чежња: етнографија српског постсоцијализма. Београд: Центар за студије културе, ФПН.
2020  Симић, Марина. Онтолошки обрт: увод у културну теорију алтеритета. Нови Сад: Mediterran Publishing.
Поглавља у научним монографијама и зборницима радова:
2008  Симић, Марина. Излагање народности као традиционалне културе у Етнографском музеју у Београду: Истраживање музејске модернистичке праксе. У Музеји у Србији: Започето путовање, ур. Љиљана Гавриловић и Марко Стојановић, 47-70. Београд: Музејско друштво Србије. 
2008  Симић, Марина. Кратка скица за преглед разумевања појмова раса и рода у западноевропској науци. Неко је рекао феминизам, ур. Адриана Захаријевић, 200-216. Београд: Центар за женске студије и истраживање рода и Жене у црном.
2012  Симић, Марина. Култура као политика. У Култура, род, грађански статус, ур. Даша Духачек и Катарина Лончаревић, 70-81. Београд: Центар за студије рода и политике Факултет политичких наука.
2014  Travel and the state after the ‘fall’: everyday modes of transport in post-socialis Serbia, in: Societies on the Move: Socialist and Post-Socialist Mobilities, eds.Kathy Burrell and Kathrin Horschelmann
2018  Симић, Марина. Consuming “Others”: Post-socialist Realities and Paradoxes of Appropriation in Serbia. In Approaching Consumer Culture: Global Flows and Local Contexts, ed. Evgenia Krasteva-Blagoeva, 113-129. Springer International Publishing.
2018  Симић, Марина и Иван Симић. Држава и материнство: (дис)континуитети у политикама јавне бриге у деци у социјалистичкој Југославији и савременој Србији. У Феминистичка теорија је за све, ур. Адриана Захаријевић и Катарина Лончаревић, 221-237. Београд: Факултет политичких наука и Институт за филозофију и друштвену теорију.
2019  Симић, Марина. Америчке и српске студије културе: сусрети на маргини. У Сједињене   америчке државе у друштвеним и хуманистичким наукама у Србији, ур. Радина Вучетић, 217-227. Београд: Институт економских наука и Филозофски факултет.
2023  Симић, Марина. . The Idea of Cultural Transfer in Anthropology. In Cultural Transfer Europe-Serbia: Methodological Issues and Challenges, ed. Slobodan G. Markovich, 93-108. Belgrade: FPN and Dosije Studio
Научни чланци
2004  Симић, Марина. Конструкција идентитета једног фудбалског клуба на примеру ФК Обилића. Гласник Етнографског Института САНУ 52: 67-80.
2005  Симић, Марина. Да ли су сви антрополози (још увек) књижевници?: кратак преглед антрополошких приступа проблему књижевности и антропологије. Зборник Матице Српске за књижевност, језик и уметност 53(1): 549-560.
2006  Симић, Марина. Displaying Nationality as Traditional Culture in Belgrade Ethnographic Museum: Exploration of a Museum Modernity Practice. Гласник Етнографског института   САНУ 54: 305-318.
2006  Симић, Марина. Capturing the Past”: An Anthropological Approach to the Modernist Practices of the History Production in the Ethnographic Museums. Гласник Етнографског Музеја 70: 25-41.
2007  Симић, Марина. Exit у Европу: популарна музика и политике идентитета у савременој Србији. Култура 116-117: 98-122.
2008  Симић, Марина. The State and Modernity as Anthropological Topics: a Very Short Introduction. Етно-антрополошки проблеми 3(3): 189-201. 
2010  Симић, Марина. Locating cosmopolitanism: practicing popular culture in post-       socialist Serbia. Der Donauraum 51 (3-4): 345-363.
2010  Симић, Марина. Fieldwork Dilemmas: Problems of Location, Insiderhood and Implicit Discourses
2010  Симић, Марина. Вид и виђење: режими знања и апропријација других у етнографским музејима и етнографском филму. Гласник Етнографског института САНУ 58(1): 85-100.
2012  Симић, Марина. When money is not enough: selling and shopping in Novi Sad. Ethnologia Balkanica 16: 73-91. 
2014  Симић, Марина. Студије културе и антропологија: судар титана или нарцизам малих разлика? Генеро 18: 89-108.
2014  Симић, Марина On the Border with Culture: or who are the ˮGreenˮ Natives . Гласник Етнографског института САНУ 62(1): 87-98. 
2016  Симић, Марина. Moral (dis)order and social anomie: concepts of community and society in post-socialist Serbia. Гласник Етнографског института САНУ  64(1): 93-105. 
2017  Симић, Марина. Антропологија државе: поглед на постсоцијализам. Гласник Етнографског института САНУ 65(1): 15-29. 
2017  Симић, Марина. 2017. Музеализација социјалистичког наслеђа: прелиминарна антрополошка анализа Музеја историје Југославије. Генеро 21: 117-135.
2018  Симић, Марина. “(Not) Turning in the Widening Gyre“: (Im)possibility of Ontological turn in Eastern Europe. Anthropological Notebooks 24(2): 61–73.
2018  Симић, Марина и Даница Јовић. Антропологија и фолклористика: проблем тумачења фолклорног дела и теорија Алфреда Гела. Гласник Етнографског института САНУ 66(2): 303-318. 
2018  Симић, Марина. Хетеростеротипи у приповеткама Стевана Сремца: оглед из домаће имагологије. Зборник Матице српске за књижевност и језик 66(2): 469-488.  
2018  Симић, Марина. 2018. Teaching postsocialism in a postsocialist country: everyday as a source of the political.  Генеро 22: 143-161.
2019  Симић, Марина. Music of the Others. Locating the (Turbo-) Folk Critique. Contemporary Southeastern Europe 6(2): 22-37. 
2019  Симић, Марина. Social construction of (post)postsocialist reality:  ethnographic research into the everyday Гласник Етнографског института САНУ 67(1): 121-134.
2019  Симић, Марина and Иван Симић ” Who Should Care About Our Children?”: Public   Childcare Policy in Yugoslav Socialism and Its Serbian Aftermath. Journal of Family History 44(2): 145-158. 
2020  Симић, Марина и Милица Скочајић. Истраживање родних политика „одоздо” – етнографија центра за социјални рад. Антропологија 20(3)
2021  Симић, Марина. Жил Делез, Феликс Гатари и антропологија: заборављени случај Грегорија Бејтсона. Гласник Етнографског института САНУ 69(2): 413–431.
2022   Симић, Марина и Милош Ничић. 2022. Од алијенације до ироније: критичке студије филма и киничка субверзија у домаћем филму. Гласник Етнографског института САНУ 70(2): 177-198.
Научна критика, полемика, прикази, уводници и хронике
2003  Симић, Марина. Специфичности програма етнологије у Истраживачкој станици Петница. Гласник Етнографског института САНУ 50-51: 239-241.
2006  Welcome to Avilija: антрополошки поглед на једну балканску изложбу о  Балкану. Рад Музеја Војводине 47/48: 357-358.
2009  Симић, Марина. Семинар социо-културне антропологије у Истраживачкој станица Петница 2009. године.  Етно-антрополошки проблеми 4(3): 261-262.
2009  Симић, Марина. „Посткултура“: увод у студије културе Јелене Ђорђевић. Етнолошке свеске 13(2): 137-140.
2010  Симић, Марина. Студије културе после културе. Годишњак Факултета политичких наука 4:481-487.
2011  Симић, Марина. Анализа родне димензије у средњошколским и високошколским  уџбеницима. Генеро 12: 175-184
2011  Симић, Марина. Срђан Радовић, Images of Europe: research of representations of Europe and Serbia in early 2000s. Institute SASA, Belgrade 2009, 173. Česky lid, etnologicky časopis – ethnological journal 3, 98/2011: 334-336.
2014  Симић, Марина. Воља за поретком. Генеро 18: 209-216.
2015  Појединци и појединке: прилог за историју идеје грађанства. Генеро19: 181-186.
2015  Симић, Марина. 2015. Култура интимности: османско музичко наслеђе на Балкану. Гласник Етнографског института САНУ 63(2): 487-491.
2017  Симић, Марина и Милош Ничић. Антропологија државе: допринос студија бивше Југославије. Гласник Етнографског института САНУ 65(1): 7-13.
2019 Симић, Марина. Теоријско наслеђе Питера Бергера и Томаса Лукмана. Гласник Етнографског института САНУ 67(1): 7-13.
Књиге поезије
1997  Симић, Марина. Пред пуцањ. Београд: Ваљевска гимназија и СКЗ
2001  Симић, Марина. Лаки крајеви. Београд: Народна књига.